# Анна Гораська
Анна Горанська (нар. 1986, Ясло) — польська акторка театру, кіно і телебачення. В Україні стала відомою роллю українки Ульяни Павлюченко, в комедійно-драматичному телесеріалі «Наші пані у Варшаві».

## Біографія
У 2005 році закінчила школу ім. короля Станіслава Лещинського в місті Ясло. У 2009 році закінчила акторський факультет Академії театрального мистецтва у Кракові.
Закінчила Музичну школу 1-2 ступеня. Грає на скрипці, фортепіано та трубі. Вільно розмовляє англійською та добре французькою. Інші інтереси: спів, сучасний танець, фехтування, плавання, кайтсерфінг, вітрильний спорт, катання на конях, скелелазіння.
Історія роботи як актриси:
- 2009—2012 Театр Атенеум, Варшава
- 2012 — «Драматичний театр ім. Густава Голоубека», Варшава
- 2013– «Драматичний театр Столичного міста Варшави», Варшава

## Фільмографія
- 2003—2021: «Na Wspólnej», вчитель Йола.
- 2008: «Прокляті солдати», як Elka
- 2009: «Бабуся йде», як вчитель
- 2010: «Пограй зі мною», як Ола
- 2010: «На краще і на гірше», як Анка
- 2010: «Час честі»
- 2010: «Деталі»
- 2010: «Кімната очікування», як Лені
- 2012: «Телець»
- 2013: «Мируна», як дівчина
- 2013: 'Серіал «Лікарі», як наркозалежна Евеліна
- 2014: Гірко!, як наречена
- 2015: Пожежники
- 2015: «Закон Агати», як Евеліна Слива
- 2015: Серіал Не хвилюйся про мене, як Малгося, секретар суду, 2 сезон, епізод 4
- 2015: Наші пані у Варшаві, епізод Уляни Павлюченко. 1-13
- 2016: Ойцец Матеуш, як Гелена Кравіч, донька Пекала
- 2016: Комісар Алекс, як Каміла Роза, сестра Вери
- 2017: «Nie ma», як Gosia
- 2017: Наші пані у Варшаві, епізод Уляни Павлюченко. 14-26
- 2018: Наші пані у Варшаві, епізод Уляни Павлюченко. 27-39
- 2019: «Не хвилюйся за мене», як Діана Рибак, 11 сезон 3
- 2019: Наші пані у Варшаві, епізод Уляни Павлюченко. 40-52
- 2020: Я люблю кохання, як адвокат Каміла Яблонська, епізоди: 1504, 1513, 1536, 1540, 1542, 1545, 1547, 1550, 1555
- 2020: «Комісар Алекс», як Кася Зухович, дочка Анни, епізод 184
- 2021: «Я люблю кохання», як адвокат Каміла Яблонська, епізоди: 1560, 1563

## Ролі в театрі
- 2008: Затонулий собор, «Сучасний театр у Щецині», Щецин, Флорентіна
- 2008: Версус". У гущавині міст, Teatr Nowy, Краків, Джейн
- 2009: Rzeczpospolita Babińska, Національний старий театр імені Гелени Моджеєвської, Краків,: ролі
- 2009: «Моя донька», Театр драматичного ім. Густав Голоубек, Варшава, Міречка
- 2010: П'єса Скіз,Театр Атенум, Варшава, Мушка
- 2011: Купецькі контракти, Драматичний театр. Густав Голубек, Варшава, форма творчості: ролі
- 2012: Сон в літню ніч, Театр Атенеум Стефан Ярач, Варшава, Герміна
- 2012: "Богема. Вечір французької пісні, театр Атенеум Стефана Ярач, Варшава, форма творчості: ролі
- 2012: «Повстання», Музей Варшавського повстання, Варшава, форма роботи: ролі.
- 2013: «Екстремальні ігри», «Драмтеатр м.ст. Warszawy», Warszawa, Julka/Ewa
- 2013: Драма Носоріг, Драматичний театр Столичного міста Варшави Варшава, Варшава, офісний працівник
- 2014: «Ніч живих євреїв», Драматичний театр Столичного міста Варшави, Варшава, Кіріко
- 2014: «Венеціанський купець», Драматичний театр столичного міста Варшави, Варшава, Джессіка
- 2016: «Кабаре», Драматичний театр Столичного міста Варшави, Варшава, Саллі Боулз
- 2016: «Coming out», Драматичний театр Столичного міста Варшави, Варшава, Сімона Годе
- 2017: «Спалювання Джоанни», Телебачення, «Жінка у вуалі»
- 2018: «Синя Борода» — жіноча надія, Драматичний театр Столичного міста Варшави, Варшава, Юлія
- 2018: «Ferdydurke», Драматичний театр Столичного міста Варшави, Варшава, Жута, Миздрал, Копирда, Гурлецька
- 2019: «Діти священиків», Драматичний театр Столичного міста Варшави, Варшава, форма роботи: ролі.
- 2020: «Людина з Ламанчі», Драматичний театр Столичного міста Варшави, Варшава, Вєзнярка/Ферміна/Антонія
- 2020: «Протест», Драматичний театр Столичного міста Варшави, Варшава, Віра.

## Польський дубляж

### Відео
- 2010: «Звір з Вольфсберга»  — Деббі
- 2018: Ральф руйнує Інтернет — Так
- 2019: Зоряні війни: Сходження Скайвокера. Відродження — Аайла Секура
- 2020: Далі — Промичек (голова пато фей)

### Серіали
- 2009: '«Бригада» (польський серіал)
- 2010: «Вікторія означає перемогу»  — Белла
- 2019: «Мандалоріанець»  — Сі'Ань
- 2020: «Фінанси!»

## Радіовиступи
- 2009: В Єзоранах — Матка
- 2009: Дінь відкритих дверей
- 2009: Strøkne Ann
- 2012: Він пішов з дому — Гізела
- 2013: Люди у вогні
- 2014: «Порятунок» — Ядвіга Гаврич
- 2015: Стасінада
- 2016: Повернення. Варшава 1945 — Анна
- 2017: Аїд — Млода
- 2017: Ваша Високосте — Анна

## Виконання пісень

### Серія
- 2016: Елена з Авалору- «Дай мені спробу»

## Нагороди
- 2001: 1-ша премія (співана поезія) на турнірі «Від Міцкевича до Мілоша» в JDK у Ясло
- 2002: Головна премія (співана поезія), на 11-му Національному конкурсі «Sacrum в літературі», Ченстохова 2002
- 2002: 1-ша премія (співана поезія), на Всеукраїнському турнірі читців. Болеслав Лесьмян, Ілжа травень 2002
- 2002: 1-ша премія (співана поезія), на 8-му Національному фестивалі слова, Любачів червень 2002
- 2003: 1-ша премія (співана поезія, декламація), на 9-му національному фестивалі слова, Любачів 2003
- 2003: Перемога в епізоді Список випусків програми Szansa nasu|Szansy na success за виконання пісні Agnieszka з репертуару гурту «Łzy». 11 травня 2004 року вона виступила на заключному концерті в Congress Hall у Варшаві
- 2004: Головний приз: Złota Szpila (декламація та співана поезія), на Національному турнірі сатири "Złota Szpila, Перемишль 2004
- 2005: 3 місце (співана поезія), 11 Національний фестиваль слова, Любачів 2005
- 2007: 1-ша премія на Міжнародному фестивалі драматичної пісні в Санкт-Петербурзі
- 2008: Акторська відзнака на Фестивалі Божественної Комедії за виставу Версус
- 2009: І премія за акторську майстерність на 27-му фестивалі театральних шкіл у Лодзі за роль Флорентини в дипломній виставі «Затонулий собор» реж. Анна Августинович
- 2018: Почесна відзнака за роль у виставі «Ferdydurke» від Драматичного театру та Малабарського театру у Варшаві на 13-му Міжнародному фестивалі Ґомбровича в Радомі